# Salvador Arizón y Sánchez Fano
Salvador de Arizon y Sánchez Fano (Barcelona; 2 de julio de 1853 – Sevilla, 1 de marzo de 1921) fue Capitán General de la VIII Región Militar (Galicia) y de la II Región militar (Andalucía). Director General de la Guardia Civil. Director General de Carabineros, Gobernador militar de Jerez de la Frontera, Cádiz, Granada, Guipúzcoa y Melilla.
Salvador de Arizon fue nombrado alférez de caballería de menor edad en 1865 por Real Orden de la Reina Isabel II con motivo de la muerte de su padre, Salvador Arizon Castro, en Santo Domingo, donde marchó voluntario al frente de la tropa española para combatir a la rebelión separatista.
En su nombramiento como Teniente General, publicado el 20 de junio de 1912, constan en el Diario Oficial del Ministerio de la Guerra, entre muchos, los siguientes servicios prestados a España:
Sirvió en el regimiento de Almansa y en el de la Princesa, saliendo a operaciones de campaña en el norte en septiembre de 1873. Se halló el 6 de octubre en la acción habida en la ermita de Santa Bárbara y montes de Guirguillano, los días 7, 8 y 9 de noviembre en la batalla y combates librados en la línea de Montejura, por los que fue compensado con el grado de teniente; el 25, 26, 27 y 28 de junio de 1874 en los de Monte Muro; el 28 de agosto en la acción de la Puebla de Arganzón; el 8 de octubre en la de la Guardia y el 10 y 11 de noviembre en las de Irún, siendo por estas condecorado con la cruz roja de primera clase del Mérito Militar. Ascendió por antigüedad a teniente con efectividad de 1 de enero de 1875; se le otorgó en el propio mes el grado de capitán en permuta de otra cruz roja de primera clase del Mérito Militar que se le había concedido por los combates de Monte Muro y continuando en campaña tomó parte en las operaciones efectuadas para el levantamiento del bloqueo de Pamplona.
Desde junio de 1875 perteneció al regimiento de los Lanceros de Farnesio, hallándose el 31 de Julio en la acción sostenida en los campos de Aras y Moreda y en la toma de Viana, por lo que fue promovido a Capitán. Prosiguió en el sitio de Bilbao, La Solana y toma de Estella, ganando en esas acciones y combates dos ascensos y tres grados por mérito de guerra, y la Cruz Roja del Mérito Militar.
Tras varios años de guarnición con destino en los Regimientos de Lanceros de Farnesio y Húsares de la Princesa (1886), ascendió a comandante en 1888 y fue ayudante de campo del general Sabas Marín en Cuba. Vuelto a la Península en 1893, ascendió a teniente coronel al año siguiente y retornó a Cuba para entrar inmediatamente en operaciones contra los separatistas, en la zona de Puerto Príncipe. Sus servicios le valieron una herida grave y el ascenso a coronel de Caballería en 1895, siendo nombrado comandante militar de Cienfuegos. Luchó contra Máximo Gómez y Maceo en Maltiempo, y fue coronel de los Regimientos de la Reina y de Numancia.
En 1896 pasó al ejército de Filipinas, donde se distinguió igualmente en los combates contra el enemigo hasta el punto de lograr el ascenso al generalato por mérito de guerra. Ya al mando de una brigada prosiguió las operaciones, hasta que una enfermedad le forzó a regresar a la Península, donde sucesivamente recibió el mando de otras brigadas, y los gobiernos militares de Cádiz y de Guipúzcoa. General de división en 1906, jefe de la 4.a División y gobernador militar de Granada, fue después Gobernador Militar de Melilla desde 1909 a 1912.
Como Gobernador Militar de Melilla el 22 de septiembre de 1909 al mando de parte de una división, formó la reserva de las fuerzas que ocuparon la importante posición de zoco de Had de Benisicar. El 29 salió de Melilla al frente de 16 compañías, tres baterías de montaña y tres secciones de caballería, ocupando con estas fuerzas la parte Nordeste del Gurugú, que es la que mira y domina a la mencionada plaza y subiendo a las posiciones de Ait-aisa, Tiguil-Mamin, Colla y Basbil, y por consiguiente al Barranco del Lobo.Estuvo encargado interinamente del mando de la Capitanía general de Melilla.
A 20 de junio de 1912 se hallaba en posesión de las siguientes condecoraciones, conforme reza en el Diario Oficial del Ministerio de la Guerra, publicado el 20 de junio de 1912:
- Cruz blanca de primera clase al Meríto Militar
- Cruz roja de primera clase del Mérito Militar
- Dos Cruces de segunda clase de María Cristina
- Gran Cruz de San Hermenegildo
- Dos Cruces Rojas pensionadas del Mérito Militar- Gran Cruz roja del Mérito Naval
- Gran Cruz del Dragón de Annam
- Gran Cruz de María Cristina- Medallas de Bilbao, Alfonso XII, Guerras Carlistas, Cuba, Filipinas y Melílla.
- Encomienda número 83 de la Real y Distinguida Orden de Carlos III.

En mayo de 1915 fue nombrado Director General de Carabineros donde estuvo al mando hasta su nombramiento como Director General de la Guardia Civil en sustitución de Agustín de Luque y Coca, quién anteriormente ostentaba el cargo de Ministro de la Guerra.
El 26 de junio de 1917 fue nombrado Director General del Guardia Civil donde permaneció hasta el 6 de diciembre de 1919, residiendo en el número 9 de calle Barquillo, Madrid.
Falleció en Sevilla el 1 de marzo de 1921 ocupando entonces el cargo de Capitán General de Andalucía, anteriormente había sido Capitán General de Galicia.
Desde Sevilla fue trasladado en un vapor hasta Sánlucar de Barrameda donde fue enterrado y nombrado por el Ayuntamiento hijo predilecto de Sánlucar.

## Estirpe de militares
El padre de Salvador, Salvador Arizon Castro Sanlúcar de Barrameda, 7.V.1822 – Puerto Plata (República Dominicana), 28.VIII.1863. Militar, coronel de Ingenieros, ascendido a General (Brigadier) a título póstumo. En 1834 ingresaba en el Colegio General Militar de Segovia, del que salía destinado al Regimiento de Infantería de Castilla, en 1836. Posteriormente ingresó en la Academia de Guadalajara, en donde terminaba sus estudios, siendo promovido a teniente de ingenieros en agosto de 1842. Su primer destino fue el Regimiento de Zapadores Minadores, con el que en 1843 tomaba parte en sitio de Barcelona y en la defensa de su ciudadela, posteriormente en el sitio de Gerona y finalmente, en el sitio y rendición de la plaza de San Fernando de Figueras, todo ello como consecuencia de sucesos revolucionarios. En el sitio y toma de Gerona y su castillo (del 11 de octubre al 10 de noviembre de 1843) ganaba una Cruz de San Fernando de 1ª clase, según la Real Orden de 28 de febrero de 1844, y por otra Real Orden de 18 de julio de 1848 se le concedía otra Cruz de San Fernando de 1ª clase, por los méritos contraídos en la Corte, en los sucesos revolucionarios ocurridos en la madrugada de 7 de mayo de 1848.

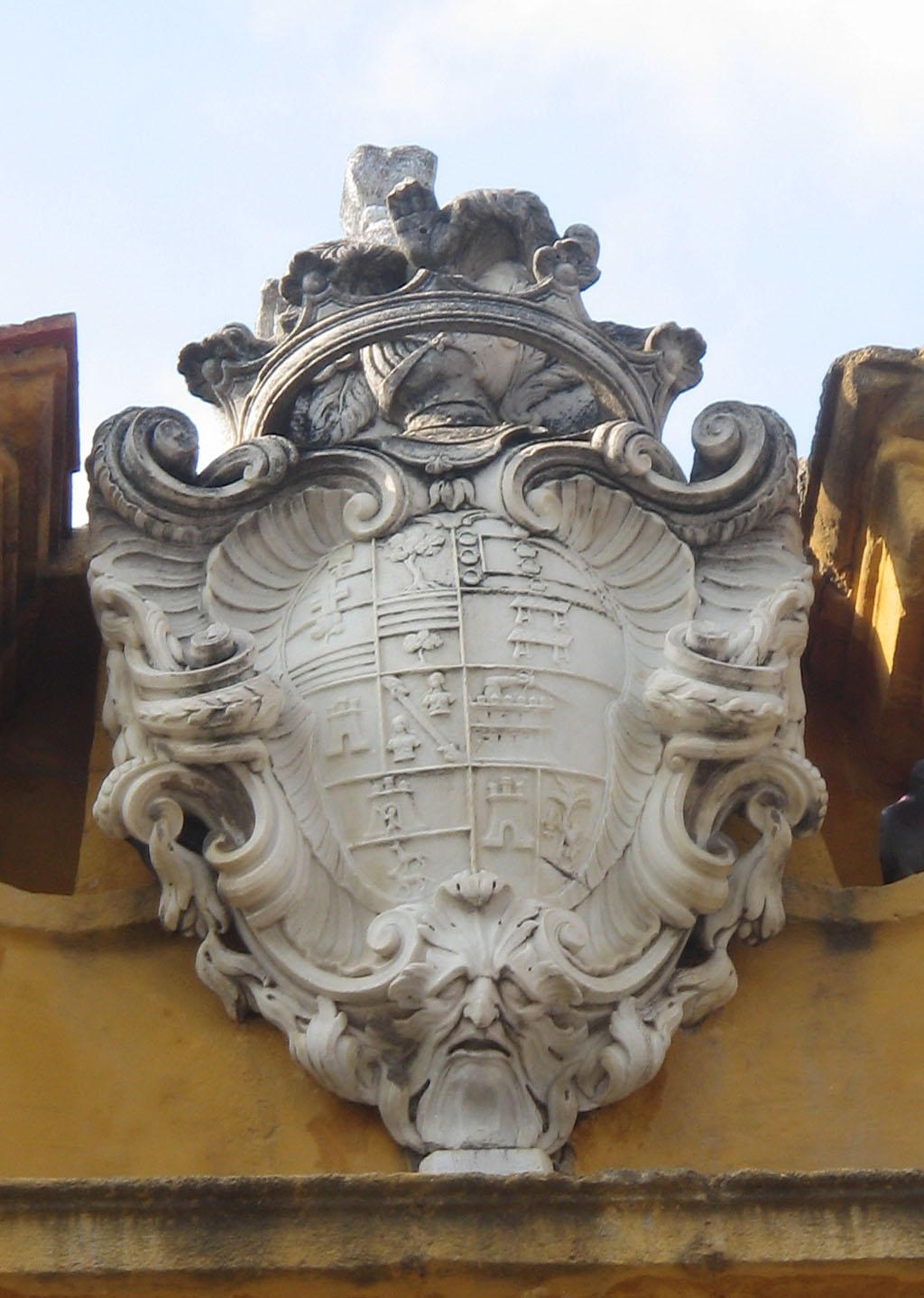
Escudo del Marqués de Casa Arizon sobre la puerta de las Caballerizas de su casa en Sánlucar de Barrameda

El tío de Salvador, José Laurenano Arizon Castro, V Marqués de Casa Arizón, Ingresó en el ejército como cadete de caballería sin antigüedad a la edad de 10 años, y por una petición expresa de sus padres, permaneciendo junto a ellos. Con doce años se incorporó al Regimiento del Infante, con sede en Zaragoza. También estuvo en las guarniciones de Barcelona y Gerona. En agosto de 1832 ingresó en la academia de oficiales cadetes de caballería en Madrid. Pidió licencia un año en la academia, para estudiar con Antonio Arriete, teniente de ingenieros, un curso completo de matemáticas puras. Según su profesor estaba completamente instruido en aritmética, álgebra, geometría elemental y principios de dibujo militar y topografía. Todo ello debido a su “natural disposición y aplicación constante”. Fue nombrado Alférez de Caballería, por examen, el 26 de noviembre de 1834 y destinado a la ciudad de Córdoba en el regimiento de caballería de León, 2º ligero. En 1835 comenzó a participar en numerosas acciones persiguiendo las facciones carlistas que se habían formado en La Mancha. Entre ellas, destacó su participación en la acción de los Cortijos, en Fuente El Fresno, donde murió el jefe de la partida, el brigadier carlista Isidoro Mir, famoso guerrillero en la Guerra de la Independencia; y por el mérito de esta acción le concedieron la cruz de San Fernando de primera clase. En diciembre de ese año fue destinado, por solicitud suya, al regimiento de coraceros de la Guardia Real en Madrid. En 1837 fue destinado al ejército del Norte, participando en las acciones de Huesca, Barbastro y la batalla de Grá. Participó en otras incursiones: “habiéndose portado siempre con serenidad y valor”. Al año siguiente, al mando de Narváez, operó por Andalucía persiguiendo a los carlistas con la unidad denominada “reserva andaluza”. En julio pasó a La Mancha y participó en la acción de Ballesteros. El 29 de julio, en la sierra de Porcuna, detuvo al secretario del jefe de los carlistas y a otros dos rebeldes. En 1846 fue destinado a la Capitanía General de Andalucía y fue nombrado Comandante de Caballería, permaneciendo en Sevilla y Madrid hasta agosto de 1854. En julio de 1853 ascendió a Teniente Coronel de Caballería, y el 30 de junio de 1854 a Coronel por mérito de guerra. Aunque no se especifica cual fue su acción, sin duda tuvo relación con la revolución de 1854, en que O’Donnell se sublevó en Vicálvaro. Fue presidente del Casino de Madrid.
El abuelo de Salvador, Salvador Arizon Navarro, IV Marqués de Casa Arizon, natural de Sanlúcar de Barrameda, fue Teniente Coronel del ejército. Capitán del Regimiento de Villaviciosa 5º de caballería. Fue un militar muy activo durante la guerra de la Independencia contra los franceses. Su hoja de servicios nos deja testimonio de su medalla como Caballero de San Hermenegildo, y de su participación en numerosas acciones entre 1808 y 1812, como las batallas de Burgos, Madrid, Medellín, Talavera de la Reina o el bloqueo de Badajoz.
Cuatro de los hijos de Salvador Arizon Sánchez Fano, fueron oficiales del ejército; Teniente Eugenio Arizon Mejías (arma de artillería, fallecido en accidente de aviación en 1923); Coronel Salvador Arizon Mejías (arma de caballería), Coronel Juan Arizon Mejías (arma de caballería) y Capitán Luis Arizon Mejías (arma de artillería). Asimismo, su sobrino Salvador García de Pruneda Arizon fue general de brigada de Ingenieros.